# تپه کل کل (۱)
تپه کل کل (۱) در شهرستان چرداول، بخش مرکزی، روستای کل کل واقع شده و این اثر در تاریخ ۹ اردیبهشت ۱۳۸۲ با شمارهٔ ثبت ۸۴۶۶ به‌عنوان یکی از آثار ملی ایران به ثبت رسیده است.